# کنشگری با هشتگ
کنشگری با هشتگ اصطلاحی است برآمده از رسانه گروهی که به استفاده از هشتگ‌های توییتری با هدف کنشگری اینترنتی اشاره می‌کند. اصطلاح فوق همچنین می‌تواند نمایانگر کنشی با هدف حمایت از موردی خاص به وسیله لایک کردن یا اشتراک گذاری و غیره در بستر رسانه‌های اجتماعی، مانند فیس بوک یا توییتر، استفاده شود.